# Ashrang
Ashrang es un pueblo ubicado en el distrito de Lalitpur, Nepal.

## Superficie
Cuenta con una superficie de 13,3  kilómetros cuadrados.

## Demografía
Hasta 2015 la población era de 4101 habitantes, con una densidad de población de 308,8 habitantes por kilómetro cuadrado. Con una población masculina y femenina de 2005 (48,9%) y 2096 (51,1%) respectivamente.
| Gráfica de evolución demográfica de Ashrang entre 1975 y 2015 |
|                                                               |
| Datos según el Centro Común de Investigación.                 |